# Разведывательное управление префектуры полиции Парижа
Разведывательное управление префектуры полиции Парижа (фр. Direction du Renseignement de la préfecture de police de Paris, DRPP) — подразделение префектуры полиции Парижа. Является преемником управления информации префектуры полиции (RGPP), в силу столичной специфики не было интегрировано в Центральное управление внутренней разведки (fr:Direction centrale du Renseignement intérieur), а выделено указом от 27 июня 2008 года в специальную зону ответственности, охватывающую Париж и его пригороды..

## Цели и задачи
- общая информация;
- внутренняя разведка;
- борьба с нелегальной иммиграцией.

## Директора
- 1989—1994: Клод Бардон[3]
- 1994—2000: Жан-Пьер Пошон
- 2000—2004: Жан-Клод Бушу[4]
- 2004—2009: Бруно Лафарг[5]
- С 2009 года — Рене Байи.[6]